# Löwitz
Löwitz è una frazione del comune tedesco di Ducherow, nel Meclemburgo-Pomerania Anteriore.

## Storia
Già comune autonomo, nel 2009 fu aggregato al comune di Ducherow.